# Pseudagrostistachys africana
Pseudagrostistachys africana är en törelväxtart som först beskrevs av Johannes Müller Argoviensis, och fick sitt nu gällande namn av Ferdinand Albin Pax och Käthe Hoffmann. Pseudagrostistachys africana ingår i släktet Pseudagrostistachys och familjen törelväxter. IUCN kategoriserar arten globalt som sårbar.

## Underarter
Arten delas in i följande underarter:
- P. a. africana
- P. a. humbertii